# Johnny Rep
Nicolaas Johnny Rep (Zaandam, 25 novembre 1951) è un ex calciatore olandese, di ruolo attaccante.

## Caratteristiche tecniche
Di ruolo punta laterale, divenuto poi ala destra, era un giocatore veloce e abile nel dribbling, che ben si adattava al "calcio totale" olandese ed era ambidestro.

## Carriera

### Club
È stato calciatore professionista dal 1972 al 1983. Esordì tra le file dell'Ajax nella stagione 1971-72, durante la quale vinse il campionato, la Coppa d'Olanda e la Coppa dei Campioni sebbene giocò solamente due partite. Nella stagione successiva si conferma vincendo nuovamente il campionato e la Coppa Intercontinentale. Bissa il successo anche in Coppa dei Campioni . È proprio Rep a decidere la finale di quest'ultimo trofeo giocata a Belgrado il 30 maggio 1973 contro la Juventus: a inizio primo tempo, su un traversone, l'ala olandese supera in elevazione il terzino bianconero Longobucco e con un colpo di testa infila la palla nel sette. La partita terminerà 1-0 per i lancieri e Longobucco dichiarerà che quel gol era da annullare in quanto Rep, furbescamente, lo ostacolò nel contrasto aereo in modo irregolare appoggiando il braccio sinistro sulla sua spalla.

Rep al Bastia nel 1977 durante la trasferta di Coppa UEFA sul campo del Torino; sulla destra, Roberto Mozzini.

Dopo una parentesi in Spagna, tra le file del Valencia, nell'estate del 1977 Rep si trasferì in Corsica al Bastia, squadra in ascesa del campionato francese. Al suo primo anno al club còrso Rep fu eletto miglior calciatore straniero in Francia e condusse la squadra fino alla finale di Coppa UEFA (punto di maggior successo nella storia del club) persa poi contro il PSV. Nel 1979 Rep fu ingaggiato dal Saint-Étienne con cui concluse, nel 1983, la sua carriera in Francia dopo aver vinto un campionato nella stagione 1980-81.
Rep ha continuato la carriera in alcune squadre minori del campionato olandese (salvo una parentesi al Feyenoord tra il 1984 e il 1986) fino al suo ritiro definitivo, nel 1987.

### Nazionale
Nazionale olandese dal 1973 al 1981, periodo nel quale ha collezionato 42 presenze e 12 gol. Rep ha costituito assieme ad altri giocatori come Johan Cruijff, Ruud Krol, Johan Neeskens e Rob Rensenbrink l'asse portante della nazionale olandese che in quel periodo fu per due volte consecutive vicecampione del mondo (a Germania 1974 e ad Argentina 1978) e terza all'Europeo 1976.
A Germania 1974 l'Olanda parte forte battendo 2-0 l'Uruguay e Rep è grande protagonista con una doppietta: un colpo di testa su cross di Suurbier e una grande azione corale originata da una palla intercettata da Rep e conclusa da lui stesso. Dopo il pareggio a reti bianche con la Svezia, l'Olanda strapazza la Bulgaria 4-1 e Rep segna ancora, stavolta su assist di Cruijff.Nella seconda fase a gironi l'Olanda parte con un netto 4-0 ai danni dell'Argentina e Rep segna la sua quarta rete personale in questo mondiale correggendo in rete un cross non eccezionale di Cruijff. Sconfiggendo poi Germania Est e Brasile, l'Olanda approda alla finale poi persa 2-1 contro i padroni di casa della Germania Ovest: sul risultato di 1-1 Cruijff offre a Rep una palla d'oro per segnare ma il tiro dell'ala sinistra olandese viene parato da Sepp Maier, il portiere tedesco che quel giorno sembrava insuperabile.
Agli Europei del 1976 l'Olanda approda in semifinale dopo aver passato la fase preliminare a gironi per miglior differenza reti rispetto alla Polonia e aver strapazzato il Belgio ai quarti di finale con un netto 5-0 all'andata e un 2-1 al ritorno (con gol di Rep). In semifinale l'Olanda viene eliminata dalla Cecoslovacchia perdendo 3-1 una partita violentissima, finita in dieci contro nove ai supplementari e giocata su un campo allagato. L'Olanda vincerà 3-2 la finalina con la Jugoslavia e si classificherà terza.
Ad Argentina 1978 l'Olanda si presenta senza il fuoriclasse Cruijff così le tre stelle Johnny Rep, Johan Neeskens e Rob Rensenbrink sono caricati di più responsabilità. Ma nonostante questo i tre grazie soprattutto all'apporto dei gemelli van de Kerkhof, di Arie Haan e di Ernie Brandts trascinano la nazionale olandese alla finale. Rep disputa tutte le gare, si guadagna due rigori e realizza tre reti: segna con un tiro dalla distanza nella sconfitta 3-2 contro la Scozia e realizza una doppietta nel 5-1 con l'Austria, entrambe le reti su assist di Rensenbrink. Con le tre reti segnate in questa edizione Rep diventa l'olandese ad aver segnato più gol nelle fasi finali dei mondiali: sette reti. L'Olanda perde ancora la finale (una finale caratterizzata da un arbitraggio foriero di polemiche viste le numerose ammonizioni agli oranje) stavolta per 3-1 ai supplementari contro l'Argentina e i vari tentativi di Rep e compagni per cercare la vittoria si infrangono contro Ubaldo Fillol, in giornata di grazia.

## Statistiche

### Cronologia presenze e reti in nazionale
| Cronologia completa delle presenze e delle reti in nazionale ― Paesi Bassi | Cronologia completa delle presenze e delle reti in nazionale ― Paesi Bassi | Cronologia completa delle presenze e delle reti in nazionale ― Paesi Bassi | Cronologia completa delle presenze e delle reti in nazionale ― Paesi Bassi | Cronologia completa delle presenze e delle reti in nazionale ― Paesi Bassi | Cronologia completa delle presenze e delle reti in nazionale ― Paesi Bassi | Cronologia completa delle presenze e delle reti in nazionale ― Paesi Bassi | Cronologia completa delle presenze e delle reti in nazionale ― Paesi Bassi |
| Data                                                                       | Città                                                                      | In casa                                                                    | Risultato                                                                  | Ospiti                                                                     | Competizione                                                               | Reti                                                                       | Note                                                                       |
| -------------------------------------------------------------------------- | -------------------------------------------------------------------------- | -------------------------------------------------------------------------- | -------------------------------------------------------------------------- | -------------------------------------------------------------------------- | -------------------------------------------------------------------------- | -------------------------------------------------------------------------- | -------------------------------------------------------------------------- |
| 2-5-1973                                                                   | Amsterdam                                                                  | Paesi Bassi                                                                | 3 – 2                                                                      | Spagna                                                                     | Amichevole                                                                 | 1                                                                          |                                                                            |
| 22-8-1973                                                                  | Amsterdam                                                                  | Paesi Bassi                                                                | 5 – 0                                                                      | Islanda                                                                    | Qual. Mondiali 1974                                                        | -                                                                          |                                                                            |
| 18-11-1973                                                                 | Amsterdam                                                                  | Paesi Bassi                                                                | 0 – 0                                                                      | Belgio                                                                     | Qual. Mondiali 1974                                                        | -                                                                          |                                                                            |
| 27-3-1974                                                                  | Rotterdam                                                                  | Paesi Bassi                                                                | 4 – 1                                                                      | Austria                                                                    | Amichevole                                                                 | -                                                                          | 46’                                                                        |
| 26-5-1974                                                                  | Amsterdam                                                                  | Paesi Bassi                                                                | 0 – 0                                                                      | Argentina                                                                  | Amichevole                                                                 | -                                                                          | 62’                                                                        |
| 15-6-1974                                                                  | Hannover                                                                   | Paesi Bassi                                                                | 2 – 0                                                                      | Uruguay                                                                    | Mondiali 1974 - 1º turno                                                   | 2                                                                          |                                                                            |
| 19-6-1974                                                                  | Dortmund                                                                   | Paesi Bassi                                                                | 0 – 0                                                                      | Svezia                                                                     | Mondiali 1974 - 1º turno                                                   | -                                                                          | 72’                                                                        |
| 23-6-1974                                                                  | Dortmund                                                                   | Bulgaria                                                                   | 1 – 4                                                                      | Paesi Bassi                                                                | Mondiali 1974 - 1º turno                                                   | 1                                                                          |                                                                            |
| 26-6-1974                                                                  | Gelsenkirchen                                                              | Argentina                                                                  | 0 – 4                                                                      | Paesi Bassi                                                                | Mondiali 1974 - 2º turno                                                   | 1                                                                          |                                                                            |
| 30-6-1974                                                                  | Gelsenkirchen                                                              | Germania Est                                                               | 0 – 2                                                                      | Paesi Bassi                                                                | Mondiali 1974 - 2º turno                                                   | -                                                                          |                                                                            |
| 3-7-1974                                                                   | Dortmund                                                                   | Brasile                                                                    | 0 – 2                                                                      | Paesi Bassi                                                                | Mondiali 1974 - 2º turno                                                   | -                                                                          | 69’                                                                        |
| 7-7-1974                                                                   | Monaco di Baviera                                                          | Germania Ovest                                                             | 2 – 1                                                                      | Paesi Bassi                                                                | Mondiali 1974 - Finale                                                     | -                                                                          |                                                                            |
| 4-9-1974                                                                   | Solna                                                                      | Svezia                                                                     | 1 – 5                                                                      | Paesi Bassi                                                                | Amichevole                                                                 | -                                                                          | 20’                                                                        |
| 25-9-1974                                                                  | Helsinki                                                                   | Finlandia                                                                  | 1 – 3                                                                      | Paesi Bassi                                                                | Qual. Euro 1976                                                            | -                                                                          | 66’                                                                        |
| 20-11-1974                                                                 | Rotterdam                                                                  | Paesi Bassi                                                                | 3 – 1                                                                      | Italia                                                                     | Qual. Euro 1976                                                            | -                                                                          | 46’                                                                        |
| 25-4-1976                                                                  | Rotterdam                                                                  | Paesi Bassi                                                                | 5 – 0                                                                      | Belgio                                                                     | Qual. Euro 1976                                                            | -                                                                          |                                                                            |
| 22-5-1976                                                                  | Bruxelles                                                                  | Belgio                                                                     | 1 – 2                                                                      | Paesi Bassi                                                                | Qual. Euro 1976                                                            | 1                                                                          |                                                                            |
| 16-6-1976                                                                  | Zagabria                                                                   | Cecoslovacchia                                                             | 3 – 1 dts                                                                  | Paesi Bassi                                                                | Euro 1976 - Semifinale                                                     | -                                                                          | 67’                                                                        |
| 9-2-1977                                                                   | Londra                                                                     | Inghilterra                                                                | 0 – 2                                                                      | Paesi Bassi                                                                | Amichevole                                                                 | -                                                                          | 75’                                                                        |
| 26-3-1977                                                                  | Anversa                                                                    | Belgio                                                                     | 0 – 2                                                                      | Paesi Bassi                                                                | Qual. Mondiali 1978                                                        | -                                                                          |                                                                            |
| 31-8-1977                                                                  | Nimega                                                                     | Paesi Bassi                                                                | 4 – 1                                                                      | Islanda                                                                    | Qual. Mondiali 1978                                                        | 1                                                                          |                                                                            |
| 12-10-1977                                                                 | Belfast                                                                    | Irlanda del Nord                                                           | 0 – 1                                                                      | Paesi Bassi                                                                | Qual. Mondiali 1978                                                        | -                                                                          |                                                                            |
| 20-5-1978                                                                  | Vienna                                                                     | Austria                                                                    | 0 – 1                                                                      | Paesi Bassi                                                                | Amichevole                                                                 | -                                                                          | 57’                                                                        |
| 3-6-1978                                                                   | Mendoza                                                                    | Iran                                                                       | 0 – 3                                                                      | Paesi Bassi                                                                | Mondiali 1978 - 1º turno                                                   | -                                                                          |                                                                            |
| 7-6-1978                                                                   | Mendoza                                                                    | Paesi Bassi                                                                | 0 – 0                                                                      | Perù                                                                       | Mondiali 1978 - 1º turno                                                   | -                                                                          | 46’                                                                        |
| 11-6-1978                                                                  | Mendoza                                                                    | Paesi Bassi                                                                | 2 – 3                                                                      | Scozia                                                                     | Mondiali 1978 - 1º turno                                                   | 1                                                                          |                                                                            |
| 14-6-1978                                                                  | Córdoba                                                                    | Austria                                                                    | 1 – 5                                                                      | Paesi Bassi                                                                | Mondiali 1978 - 2º turno                                                   | 2                                                                          |                                                                            |
| 18-6-1978                                                                  | Córdoba                                                                    | Germania Ovest                                                             | 2 – 2                                                                      | Paesi Bassi                                                                | Mondiali 1978 - 2º turno                                                   | -                                                                          |                                                                            |
| 21-6-1978                                                                  | Buenos Aires                                                               | Italia                                                                     | 1 – 2                                                                      | Paesi Bassi                                                                | Mondiali 1978 - 2º turno                                                   | -                                                                          | 35’ 65’                                                                    |
| 25-6-1978                                                                  | Buenos Aires                                                               | Argentina                                                                  | 3 – 1 dts                                                                  | Paesi Bassi                                                                | Mondiali 1978 - Finale                                                     | -                                                                          | 59’                                                                        |
| 20-12-1978                                                                 | Düsseldorf                                                                 | Germania Ovest                                                             | 3 – 1                                                                      | Paesi Bassi                                                                | Amichevole                                                                 | -                                                                          |                                                                            |
| 24-2-1979                                                                  | Milano                                                                     | Italia                                                                     | 3 – 0                                                                      | Paesi Bassi                                                                | Amichevole                                                                 | -                                                                          |                                                                            |
| 22-5-1979                                                                  | Berna                                                                      | Argentina                                                                  | 0 – 0                                                                      | Paesi Bassi                                                                | Amichevole                                                                 | -                                                                          |                                                                            |
| 17-10-1979                                                                 | Amsterdam                                                                  | Paesi Bassi                                                                | 1 – 1                                                                      | Polonia                                                                    | Qual. Euro 1980                                                            | -                                                                          |                                                                            |
| 26-3-1980                                                                  | Parigi                                                                     | Francia                                                                    | 0 – 0                                                                      | Paesi Bassi                                                                | Amichevole                                                                 | -                                                                          |                                                                            |
| 14-6-1980                                                                  | Napoli                                                                     | Germania Ovest                                                             | 3 – 2                                                                      | Paesi Bassi                                                                | Euro 1980 - 1º turno                                                       | 1                                                                          |                                                                            |
| 17-6-1980                                                                  | Milano                                                                     | Cecoslovacchia                                                             | 1 – 1                                                                      | Paesi Bassi                                                                | Euro 1980 - 1º turno                                                       | -                                                                          | 71’                                                                        |
| 25-3-1981                                                                  | Rotterdam                                                                  | Paesi Bassi                                                                | 1 – 0                                                                      | Francia                                                                    | Qual. Mondiali 1982                                                        | -                                                                          |                                                                            |
| 29-4-1981                                                                  | Nicosia                                                                    | Cipro                                                                      | 0 – 1                                                                      | Paesi Bassi                                                                | Qual. Mondiali 1982                                                        | -                                                                          | 62’                                                                        |
| 9-9-1981                                                                   | Rotterdam                                                                  | Paesi Bassi                                                                | 2 – 2                                                                      | Irlanda                                                                    | Qual. Mondiali 1982                                                        | -                                                                          |                                                                            |
| 14-10-1981                                                                 | Rotterdam                                                                  | Paesi Bassi                                                                | 3 – 0                                                                      | Belgio                                                                     | Qual. Mondiali 1982                                                        | -                                                                          |                                                                            |
| 18-11-1981                                                                 | Parigi                                                                     | Francia                                                                    | 2 – 0                                                                      | Paesi Bassi                                                                | Qual. Mondiali 1982                                                        | -                                                                          |                                                                            |
| Totale                                                                     |                                                                            | Presenze                                                                   | 42                                                                         |                                                                            | Reti                                                                       | 12                                                                         |                                                                            |

## Palmarès

### Club

#### Competizioni nazionali
- Campionato olandese: 2

Ajax: 1971-1972, 1972-1973
- Coppa dei Paesi Bassi: 1

Ajax: 1971-1972
- Campionato francese: 1

Saint-Étienne: 1980-1981

#### Competizioni internazionali
- Coppa Intercontinentale: 1

Ajax: 1972
- Coppa dei Campioni: 2

Ajax: 1971-1972, 1972-1973
- Supercoppa UEFA: 1

Ajax: 1973

### Individuale
- Miglior giocatore straniero nel campionato francese: 1

1978

## Controversie
In un'intervista concessa nel 2013 all'emittente olandese TV-Sender RTV Noord-Holland, rivelò aver assunto anfetamine per migliorare le proprie prestazioni durante la sua carriera nell'Ajax e la nazionale olandese.
 Sette anni prima, Sallo Müller, massaggiatore dei lancieri dal 1959 al 1972, pubblicò un'autobiografia in cui raccontava come lui e Barry Hulshoff, durante gli anni Sessanta e Settanta, per migliorare il proprio rendimento, assumessero farmaci prescritti da John Rollink, l'allora medico sociale.